# .id
.id – domena internetowa przypisana do Indonezji. Została utworzona 27 lutego 1993. Zarządza nią Pengelola Nama Domain Internet Indonesia (PANDI).